# C'est la vie (álbum de Rouge)
C'est La Vie es el segundo álbum de estudio del grupo brasileño Rouge, lanzado el 4 de mayo de 2003. El álbum es el sucesor del primer álbum de la banda, Rouge (2002), que vendió más de 1 millones de copias. A pesar de no ser el primer álbum vendido internacionalmente (el primero en Argentina y Angola en Casete) fue el primer CD del grupo en ser vendido en Europa, habiendo tenido su propia versión en Portugal.
Aún en 2003, salieron de gira por América Latina y Portugal para promocionar el álbum. Del disco también se extrajo el DVD "A Festa do Seus Sonhos" (2003), que además del espectáculo, contaba como bonus los dos clips del disco. El disco fue un éxito en los premios, siendo nominado a 16 premios, obteniendo 13 de ellos, entre ellos 4 "Prêmios Capricho", 2 "Meus Prêmios Nick", 4 "Trofeu Universal Musical", 1 "Prêmio Multishow de la Música Brasileira", además de habiendo sido nominado a un Grammy Latino en la categoría Mejor Álbum Pop Brasileño, siendo la primera y única nominación del grupo.

## Lista de canciones
1. "C'est La Vie" - 2:54
2. "Brilha la Luna" - 3:30
3. "Me Faz Feliz" - 3:31
4. "Quando Chega a Noite" - 3:13
5. "Um Anjo Veio Me Falar" - 3:45
6. "Fantasma" - 3:19
7. "Vem Cair Na Zueira" - 3:24
8. "Dentro de Mim" - 3:37
9. "Eu Quero Fugir" - 4:30
10. "Delírio" - 3:59
11. "Um Dia Sem Você" - 4:05
12. "Abra o Seu Coração" - 4:45
13. "Diz Aí Felicidade" - 3:53
14. " Vamos Mudar o Mundo"- 4:22